# Fontiveros
Fontiveros – gmina w Hiszpanii, w prowincji Ávila, w Kastylii i León, o powierzchni 36,42 km². W 2011 roku gmina liczyła 828 mieszkańców.